# Emanoil Băleanu
Emanoil Băleanu (n. 1794 – d. 1862) a fost un om politic moldovean, ministru, mare logofăt, mare hatman (1831), mare Vornic și membru al Partidei naționale, în opoziție față de domnitorul Alexandru Dimitrie Ghica.

## Funcții deținute
Emanoil Băleanu a fost membru în Divanul Domnesc (1829), membru al Comisiei mixte însărcinată cu redactarea codicelor de legi pentru ambele Principate (1829-1830), colaborator al colonelului Ion Câmpineanu (comandantul oștirii Țări Românești din 1831). Alte funcții exercitate de Băleanu au fost Secretar al Statului (1843), șef al Departamentului din Lăuntru (Interne, 1856), președinte al înaltului Divan (1859), ministru în Căimăcămia Țării (1848 și 1858).
A candidat la domnie în 1842 și 1858, iar din 1854 era Mare Vornic.

## Activitate politică
În 1858, după ce Războiul Crimeei a înlăturat protectoratul rusesc, a fost, împreună cu Ioan Manu și Ioan Al. Filipescu, unul dintre cei trei caimacami care au administrat Țara Românească înainte alegerii lui Alexandru Ioan Cuza pe 24 ianuarie 1859.
Caimacamul conservator Emanoil Băleanu a rămas în istorie printr-un act de vandalism cultural deoarece, de frica unei intervenții ale trupelor otomane și rusești, a dispus ca în noaptea de 28 spre 29 iunie 1848 să fie distrusă prima statuie de forum public realizată în București de către Constantin Daniel Rosenthal, intitulată „Statuia Libertății” sau „România Deliverată (Eliberată),” ce fusese inaugurată la 23 iunie 1848 în Piața Vorniciei.